# Хронологија инвазије Русије на Украјину (фебруар 2025)
Овај чланак обухвата дешавања која су се догодила у фебруару 2025. године, за време инвазије Русије на Украјину.

## Хронологија

### 1. фебруар
Војници Оружаних снага Русије извршили су групни удар прецизним оружјем дугог домета на објекте гасне енергетске инфраструктуре који подржавају рад украјинских предузећа војно-индустријског комплекса.

### 2. фебруар
Украјинске оружане снаге напале су са седам дронова камиказа град Енергодар у којем се налази запорошка нуклеарна електрана. Нуклеарна електрана је под контролом Русије од 2022. године.

### 3. фебруар
Украјински дронови су током ноћи напали фабрику за прераду гаса у Астрахану. Нападнута је Астраханска фабрика за прераду гаса. Ово је један од кључних енергетских објеката Руске Федерације, који обезбеђује прераду гасног кондензата и производњу бензина, дизел горива и друго.

### 4. фебруар
Украјинске ваздушне снаге претходног дана напале су руско војно командно место у руској области Курск.

### 5. фебруар
Због напада украјинске беспилотне летелице у руској Краснодарској Покрајини, током ноћи се запалио резервоар са остацима нафтних деривата, који је у међувремену угашен. Пожар је гасило је 55 ватрогасаца уз ангажовање 19 јединица технике.

### 6. фебруар
Оружане снаге Русије су погодиле инфраструктуру војних аеродрома, складишта и припремне локације за лансирање беспилотних летелица, као и концентрације особља и опреме украјинске војске.

### 7. фебруар
Руске трупе су покушале да покрену офанзиву јужно од Часовог Јара користећи оклопна возила, али су поражене.

### 8. фебруар
Оружане снаге Русије погодиле су објекте гасне и нафтне индустрије који су подржавали рад украјинског војно-индустријског комплекса, као и инфраструктуру војних аеродрома.

### 9. фебруар
Украјински председник Володимир Зеленски изјавио је да је Русија за недељу дана на Украјину лансирала 1.260 такозваних клизних бомби, скоро 750 беспилотних летелица, као и више од 10 пројектила различите врста.

### 10. фебруар
Руске трупе прикупљају појачање и прегруписавају се у близини Часовог Јара у Доњецкој области, спремајући се за јуриш на град. Сада постоји период гомилања трупа на прилазима и у самом Часовом Јару и прегруписавања за даље јуришне операције.

### 11. фебруар
Русија је покренула напад на гасну инфраструктуру преко ноћи. Од јутрос енергетски сектор и даље је на удару. Како би се смањиле могуће последице по енергетски систем, уведена су ванредна ограничења струје.

### 12. фебруар
Украјина је пореметила ротацију стручњака секретаријата Међународне агенције за атомску енергију (ИАЕА) у нуклеарној електрани Запорожја, а конвој са руском војском и запосленима у агенцији погођен је ударима дронова и минобацачким гранатама.

### 13. фебруар
Лучка инфраструктура оштећена је у руском нападу дроном на област Одесе.

### 14. фебруар
Напад руског дрона нанео је током ноћи значајну штету склоништу од радијације нуклеарне електране у Чернобиљу. Руска беспилотна летелица ударила је у склониште уништеног енергетског блока у електрани, изазвавши пожар који је у међувремену угашен.

### 15. фебруар
Руси су напали Украјину са 70 дронова разних типова. Уништене су 33 беспилотне летелице, још 37 беспилотних летелица је изгубљено на локацији.

### 16. фебруар
Више од 100.000 људи у граду Николајев остало без грејања због удара руских дронова на градску инфраструктуру. Током ноћи оштећена је и електрана у Николајеву, услед напада, 46.000 потрошача је остало без струје. 
Русија је током ноћи лансирала 143 дрона. Ваздухопловство Украјине је оборило 95 беспилотних летелица.

### 17. фебруар
У Кијеву дошло је до пожара на територији једног индустријског предузећа као последица пада крхотина руског дрона.

### 18. фебруар
Русија је током ноћи лансирала 176 дронова на Украјину. Ваздухопловство те земље оборило је 103 дрона.

### 19. фебруар
Руске трупе гађале су шумски појас у Полтавској области, где су украјинске оружане снаге скривале војну технику.

### 20. фебруар
Русија је преко ноћи напала украјинску гасну инфраструктуру и оштетила постројења за производњу гаса.

### 21. фебруар
Фабрика у којој се поправљала војна опрема постала је мета удара на село Јасногорка у Краматорском округу ДНР под контролом Украјине.

### 22. фебруар
Руски системи противваздушне одбране пресрели су и уништили током протекле ноћи две украјинске беспилотне летелице изнад Ростовске и Вороњешке области.

### 23. фебруар
Руске снаге су у току ноћи употребиле рекордних 267 дронова против Украјине, а у року од недељу дана Русија је лансирала 1.150 беспилотних летилица, преко 1.400 вођених бомби и 35 ракета.

### 24. фебруар
Остаци уништених украјинских дронова изазвали су пожар у индустријском предузећу у Рјазањској области у Русији.

### 25. фебруар
Током ноћи руске снаге лансирале су седам пројектила и 213 дронова на Украјину. Украјинске ваздухопловне снаге обориле су шест пројектила и 133 беспилотне летелице.
Оружане снаге Украјине извеле су 40 артиљеријских напада на насељена места на левој обали Дњепра у Херсонској области.

### 26. фебруар
Украјинске снаге напале су руску рафинерију нафте Туапсе на обали Црног мора и два војна аеродрома на Криму.

### 27. фебруар
Ваздухопловство Украјине извело је успешан и прецизан удар на зграду у Запорошкој области. Руске трупе су је користиле као командно-посматрачничко место и за лансирање дронова.

### 28. фебурар
Украјинске одбрамбене снаге су уништиле руско складиште термобаричне муниције на  територији Доњецке области, у региону Селидово.